# 인유 (가수)
인유(1994년 9월 23일 ~)는 대한민국의 가수다. 2015년 디지털 싱글 앨범 [사랑얘기]로 데뷔했다.

## 학력
- 경희대학교 포스트모던음악 졸업

## 방송
- 슈퍼스타K 2016 (2016) - Top64

## 공연
- 대학로 Acoustic Festival #2 (2016)
- Another Nice Day #12 (2017)